# HD 130970
HD 130970，又名BD+00 3253，SAO 140177、HR 5536，是一颗恒星，视星等为6.18，位于銀經354.23，銀緯50.31，其B1900.0坐标为赤經14h 45m 52.8s，赤緯+0° 50.31′ 21″。